# Movimiento anticorrupción de India de 2011
El movimiento anticorrupción de la India de 2011 se refiere a una serie de protestas contra el Gobierno de la India intentando buscar una severa legislación contra la corrupción. Las protestas se centaron en el Proyecto de Ley conocido como Jan Lokpal Bill el cual, según los protestantes, creen podría mejorar este tema si fuese aplicado. El movimiento tuvo su momento cumbre en particular el 5 de abril de 2011, cuando Anna Hazare, un destacado activista, se declaró en huelga de hambre, siendo arrestado pero rápidamente liberado.